# حريق باكو 2018
حريق باكو 2018 هو حريق اندلع في يوم 2 مارس 2018 في المركز الجمهوري للمخدرات في باكو بأذربيجان، وهو مرفق لإعادة تأهيل المرضى الذين يعانون من إدمان الأفيون توفي ما لا يقل عن 26 شخصا ، وتم نقل أربعة آخرين إلى المستشفى.